# 桜田武 (陸軍軍人)
桜田 武（さくらだ たけし、1891年12月8日 - 1943年9月10日）は、日本の陸軍軍人。最終階級は陸軍中将。

## 経歴
宮城県出身。桜田太郎平の四男として生まれる。仙台陸軍地方幼年学校、中央幼年学校を経て、1913年5月、陸軍士官学校（25期）を卒業、同年12月、歩兵少尉任官、歩兵第29連隊付となる。1921年11月、陸軍大学校（33期）を卒業。
第10師団参謀、関東軍参謀、歩兵第34連隊大隊長、陸軍重砲兵学校教官、第3独立守備隊参謀などを歴任。日中戦争では第5師団参謀長として、太原攻略戦、徐州会戦、広東攻略戦などに参加。1939年8月、陸軍少将に進級。近衛歩兵第1旅団長から近衛混成旅団長として中国に派遣され、翁英作戦、賓陽作戦、江南作戦等に従軍。さらに、印度支那派遣軍歩兵団長として北部仏印進駐に参加し、その後、近衛混成旅団長に戻り、南部仏印進駐に加わった。盛岡陸軍予備士官学校長に転じ、同校が前橋に移転し前橋陸軍予備士官学校と改称後も引き続き校長を務めた。
太平洋戦争には船舶兵団長として出征し、セブ島に駐在した。1942年12月、陸軍中将となる。1943年9月、東シナ海で搭乗機の事故のため戦死した。